# Абанілья
Абанілья (ісп. Abanilla) — муніципалітет в Іспанії, у складі автономної спільноти Мурсія. Населення — 6585 осіб (2010).
Муніципалітет розташований на відстані близько 340 км на південний схід від Мадрида, 26 км на північ від Мурсії.
На території муніципалітету розташовані такі населені пункти: (дані про населення за 2010 рік)
- Абанілья: 3360 осіб
- Ель-Альгарробо: 8 осіб
- Балонга: 13 осіб
- Лос-Баньйос: 41 особа
- Барінас: 946 осіб
- Кампулес: 15 осіб
- Ель-Кантон: 97 осіб
- Каньяда-де-ла-Ленья: 161 особа
- Лос-Каррільйос: 44 особи
- Ель-Чикамо: 12 осіб
- Ла-Уерта: 587 осіб
- Масісвенда: 647 осіб
- Мафраке: 67 осіб
- Ель-Партідор: 144 особи
- Саладо: 164 особи
- Ель-Тольє: 49 осіб
- Ла-Умбрія: 8 осіб
- Ла-Сарса: 65 осіб
- Рікабасіка: 27 осіб
- Каса-Кабрера: 65 осіб
- Ель-Кольядо-де-лос-Габрієлес: 59 осіб
- Ла-Тьєрра-Колорада: 6 осіб

## Демографія
Динаміка населення (INE ):

## Галерея зображень

Розташування муніципалітету Абанілья у провінції Мурсія
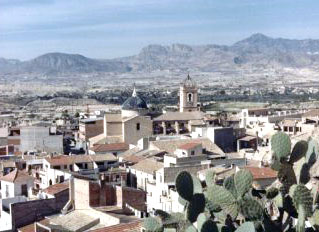
Абанілья